# Psacaliopsis
Psacaliopsis là một chi thực vật có hoa trong họ Cúc (Asteraceae).

## Loài
Chi Psacaliopsis gồm các loài: